# アラブ人
アラブ人（アラブじん、العرب،عربي）は、おもにアラビア半島や西アジア、北アフリカなどのアラブ諸国に居住し、アラビア語を話し、アラブ文化を受容している人々。
7世紀にムハンマド（マホメット）によってイスラム教が開かれ、中東・北アフリカを中心に勢力を拡大した。
もともとアラビア人をアラブと呼ぶが、日本では誤訳から始まった呼び方で定着した。

## 概要

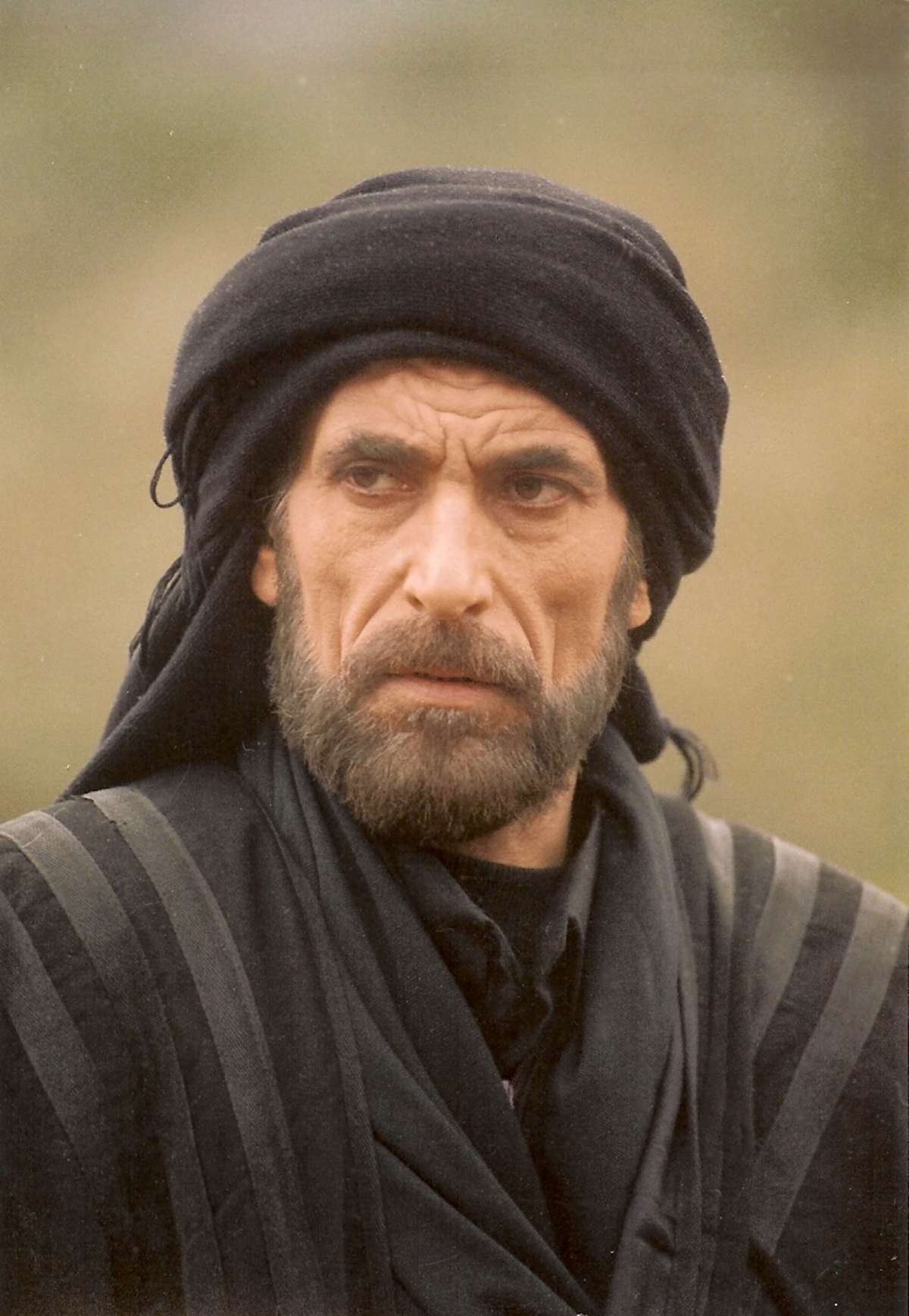
キングダム・オブ・ヘブンのサラディン役で有名なシリア人俳優ガッサーン・マスウード

ムハンマド以前、アラブ人は統一された社会共同体もなく、部族社会を形成していた。部族はたびたび水資源や利権を巡って争い、破壊や略奪といった無法な行為を行っていたものの、戦では詩の優劣で勝敗を決めることがあるという非常に発達した精神文化も備えていた。ムハンマドによるイスラム教の創始以降、イスラム教のもとでイスラム文化は最高潮に達し、イスラム世界では錬金術を原点に各種の科学や数学、哲学が発展し、文学の発展もあった。しかし17~18世紀ごろを境にして、後にヨーロッパで起きた科学革命や産業革命に後れを取るようになった。
「アラブ人」という概念は人種的存在とは言えない。むしろセム語（アラビア語）という言語を共有する人々としてであったり、聖書に窺える、ある人物を始祖とするという共通概念で規定される。アラブ人は旧約聖書に登場するアブラハムが妻サラの女中であるハガルとの間に生ませた長男のイシュマエルを祖とするイシュマエル人の子孫と称し、イサクの次男ヤコブの子孫であるユダヤ人とは別の民族になったとしている。民族的概念と人種的概念が一致しないという点で、アラブ人とユダヤ人は共通するといえる。最初のアラブ人はアラビア半島の住民である（いわゆる「アラビア人」は、イスラム教徒でもある彼等およびその子孫全般のみを指す）が、イスラム教の聖典のクルアーンはムハンマドを通じてアラブ人にアラビア語で伝えた神の言葉とされているため、イスラム教の拡大によってベルベル人やエジプト人、そしてメソポタミア人（イラク人）などの近隣の多くの人々が言語的に同化し、アラブ人となった。その後、20世紀初頭にオスマン帝国や欧州列強の植民地支配に対する抵抗運動の中で汎アラブ主義が勃興し、アラビア語話者の間に「アラブ人」という民族意識が補強された。
ただし、キリスト教徒のアラブ人にはアラブ人としての民族意識は宗派によってばらつきがあり、東方正教会の信者には（パレスチナ難民内にも多くの信者がいることもあり）有力な汎アラブ主義指導者（ジョージ・ハバシュなどのように一部は「テロリスト」とされることもあった）になる者もいる。
その一方で、レバノンのマロン派の信者は古代フェニキアの子孫としての民族意識が、イラクなどのアッシリア人は古代バビロニア、アッシリアの子孫としての民族意識が、エジプトのコプト正教会の信者はコプト語の話者であることから古代エジプトの子孫としての民族意識が強い。
現在ではシリア人、パレスチナ人、エジプト人、マグリブのアラビア語系住民、身体的形質の上では黒人とされる人々を含むスーダンやモーリタニアなどの「ブラックアフリカ」におけるアラビア語話者、さらにベルベル系の諸民族やソマリ人などアラビア語以外の言語を母語とする者までがアラブ人として自己規定する場合もある。ただし、典型的なコーカソイドのアラブ人は、ネグロイドのアラビア語話者をアラブ人と認めないことが多い。
ベドウィンなど、遊牧民や砂漠の民のイメージもあるがこれは一面的な解釈にすぎない。彼らは多くの穀倉地帯を抱えた農耕民族でもあり、インド洋を股にかけた海洋民族でもある。イスラム文化は高度に発達した都市文明の産物であり、西欧を中心に発祥した近代科学にも大きな影響を与えている。

## 遺伝子
アラブ人を特徴づける遺伝子はY染色体ハプログループJ1である。このタイプは現在アラブ人の分布する中東～北アフリカで高頻度にみられる。特に北アフリカではアラブ人の入植により急速にJ1が広まったものと推定される。
人種的なアラブ人は上記の通りなのだが人種的なアラブ人、つまりアラビア半島出自のアラブ人はサウジアラビア、オマーン、アラブ首長国連邦、カタール、バーレーン、クウェート、ヨルダン（現在パレスチナ系、メソポタミア系の難民が７割を占める）、エジプト、チュニジア、モロッコ、アルジェリアで多い。シリア、イラク、レバノンはメソポタミア系やイラン、トルコ系、リビアはベルベル人、イエメンは原始アラブ人だが文化的にはアラブ人と定義づけられている。

## 主なアラブ人国家
- アラブ首長国連邦
- アルジェリア - ただし、人口の約20%はベルベル人である。
- イエメン
- イラク
- エジプト
- オマーン
- カタール
- クウェート
- サウジアラビア
- 西サハラ
- シリア
- スーダン - ただし、人種では黒人と混血が多数を占め、また半数が非アラビア語を話す。
- チュニジア
- バーレーン
- パレスチナ
- モロッコ - ただし、人口の約20% はベルベル人である。
- モーリタニア
- ヨルダン
- リビア
- レバノン

## 著名・有名なアラブ人
- ムハンマド・イブン＝アブドゥッラーフ（イスラム教の開祖）
- アリー・イブン・アビー・ターリブ（シーア派の開祖.4代カリフ）
- ハールーン・アッ＝ラシード（アッバース朝第5代カリフ）
- ハーリド・イブン・アル＝ワリード（武将）
- イブン・バットゥータ（イスラム法学者、旅行家）
- キンディー（哲学者、音楽家）
- イブン・ルシュド（哲学者）
- バッターニー（天文学者、数学者）
- イブン・ハイサム（天文学者、数学者、哲学者）
- ウダイ・サッダーム・フセイン
- ウサーマ・ビン・ラーディン（テロリスト）
- クサイ・サッダーム・フセイン
- サッダーム・フセイン（政治家）
- ガマール・アブドゥル＝ナーセル（政治家）
- アブドゥルアズィーズ・イブン＝サウード（初代サウジアラビア国王）
- ハサン・ナスララ（政治組織議長）
- ムクタダー・アッ＝サドル（政治組織指導者）
- アンワル・アウラキ（イスラム教指導者）
- アブー・ムスアブ・アッ＝ザルカーウィー（テロリスト）
- アリー・ハサン・エル＝サムニー（博士）
- 師岡カリーマ・エルサムニー（講師、コラムニスト）
- オマー・シャリフ（俳優）
- マフムード・ダルウィーシュ（詩人）
- アル＝ワリード・ビン・タラール（投資家）
- カルロス・ゴーン（実業家）
- ドディ・アルファイド（映画プロデューサー、ダイアナ妃の婚約相手）
- エドワード・サイード（文学研究者、文学批評家）
- バダ・ハリ（キックボクサー）
- ナジーム・ハメド（プロボクサー）
- ヤーセル・アラファート（パレスチナ解放運動家、政治家）
- マフムード・アッバース（パレスチナ解放運動家、政治家）
- アブドゥッラー2世・ビン・アル＝フセイン（ヨルダン国王）
- ラーニア・アル＝アブドゥッラー（ヨルダン国王妃）
- ハーフィズ・アル＝アサド（元シリア大統領）
- バッシャール・アル＝アサド（シリア大統領）
- ムアンマル・アル＝カッザーフィー（リビア国家元首）
- モハメド・アブトレイカ（サッカー選手）
- モハメド・ガリーブ（舞踊研究者、講師、タンヌーラ(en:Tanoura_(dance))ダンサー）
- ウム・クルスーム（歌手、音楽家）
- ファイルーズ（歌手、音楽家）
- マージダ・エル・ルーミー（歌手、音楽家）
- カーズィム・アッサーヒル（英語版）（歌手、音楽家）
- ハーレド（ライ歌手）
- シェブ・マーミー（英語版）（ライ歌手）
- ナスィールシャンマ（英語版）（ウード奏者）
- アリ・コジャ（英語版）（アラブ海賊）
- 大隼エヴァ（アラビア語教育者、アラブ社会の研究者）